# Rasa de Cal Soldat
La Rasa de Cal Soldat és un torrent afluent per la dreta del Torrent de Sant Grau que transcorre pels termes municipals de Clariana de Cardener (Solsonès) i Cardona (Bages).

## Mapa del seu curs
- Mapa de l'ICC